# 人民观察家报
《人民观察家报》（德语：Völkischer Beobachter）是1920年－1945年德国纳粹党的机关报。在1920年被纳粹党收买时，日销量约7000份。1941年日销售量超过110万份。
原为1887年创立的4版周报，称《慕尼黑观察家报》。1920年代初，该报因登载反犹文章和攻击政府被希特勒上台前的德国政府三度查禁。納粹黨於1920年购下该报，由狄特里希·埃卡特掌管。1921年希特勒奪得大權，1922年馬克斯·阿曼加入成為執行編輯，1923年希特勒任命阿尔弗雷德·罗森堡为主编。该报一面仍继续其反犹太宣传，一面成了希特勒和其宣传部长戈培尔的讲坛。1930年创办柏林版和南德版，1933年在柏林新设编辑部及印刷所。1938年德国吞并奥地利后增设维也纳版。

## 历史概述
前身《慕尼黑观察家报》是每周出版两次的反犹小报。
1920年12月，希特勒以六万马克收购并更名为《人民观察家报》。1923年改为日刊出版，并由纳粹党员罗森堡担任总编辑。1923年11月，希特勒率领群众发动啤酒馆政变失败，纳粹党被取缔，人民观察家报也被勒令停刊。1925年2月26日，巴伐利亚总理撤销禁令让人民观察家报复刊，希特勒发表了名为《新的开端》的长篇社论。